# Gnophos bivinctata
Gnophos bivinctata är en fjärilsart som beskrevs av Fuchs 1900. Gnophos bivinctata ingår i släktet Gnophos och familjen mätare. Inga underarter finns listade i Catalogue of Life.